# Thermische Abgasreinigung
Als Thermische Abgasreinigung werden die Abgasreinigungsverfahren benannt, bei denen organische Abgasinhaltsstoffe thermisch oxidiert werden. Je nach Abgaszusammensetzung können diese Verfahren ohne zusätzliche Brennstoffzufuhr auskommen. In manchen Publikationen wird die thermische Nachverbrennung als thermische Abgasreinigung bezeichnet.

## Grundlagen
Durch oxidative Verfahren können in der Luft enthaltene Schadstoffe, die ausschließlich aus den Elementen Kohlenstoff, Sauerstoff und Wasserstoff bestehen, in die aus Sicht des Immissionsschutzes weitgehend unbedenklichen Verbindungen Kohlenstoffdioxid und Wasser umgewandelt werden. Dazu stehen in der Praxis drei Verfahren zur Auswahl:
- Flammenverbrennung
- thermische Nachverbrennung (einschließlich regenerativer Nachverbrennung)
- katalytische Nachverbrennung

Diese Verfahren unterscheiden sich insbesondere in den Verbrennungstemperaturen. Für die Verfahrensauswahl sind unter anderem die gesetzlichen Vorgaben und das Sicherheitskonzept der Anlage maßgeblich. Bei der Flammenverbrennung findet im Normalfall keine Wärmenutzung statt.
Allen Verfahren ist gemein, dass eine vollständige Oxidation der im Abgas enthaltenen Kohlenwasserstoffe angestrebt wird. Dies erfolgt in der Regel durch die drei Schritte
- Aufbereitung der Reaktionspartner,
- Vermischen der Reaktionspartner und
- Zündung/Reaktion.

Bei den Reaktionspartnern handelt es sich um die reaktionsfähigen Bestandteile des Abgases sowie gegebenenfalls um Zusatzbrennstoff oder Verbrennungsluft. Entstehen bei der thermischen Abgasreinigung andere Reaktionsprodukte als Kohlenstoffdioxid und Wasser, so sind diese mittels geeigneter Abgasreinigungsverfahren (z. B. Gaswäsche beim Auftreten von Chlorwasserstoff) zu entfernen.